# Margaux Vigié
Margaux Vigié (Tolosa, 21 luglio 1995) è una ciclista su strada francese.

## Piazzamenti

### Campionati Nazionali
- 2022, campionato nazionale su strada: 4°

### Classiche monumento
- Paris-Roubaix Femmes avec Zwift
  - 2022: 71°
  - 2023: 14°
  - 2024: 35º
  - 2025: 68º

- Ronde van Vlaanderen - Tour des Flandres WE
  - 2023: 20°
  - 2024: 78°

### Classiche
- 2023, Le Samyn des Dames: 7°

### Classifica generale
- 2024, Princess Anna Vasa Tour: 8°

### Tappe
- 2023, Tour de Normandie Féminin, tappa 2: 5°
- 2024, Princess Anna Vasa Tour, tappa 4: 9°
- 2025, Itzulia Women, tappa 1: 3°
- 2025, Itzulia Women, tappa 2: 5°